# Ilias Luka
Ilias Luka, gr. Ηλίας Λουκά, Īlías Louká (ur. 23 lipca 1974) – cypryjski lekkoatleta, uczestnik Letnich Igrzysk Olimpijskich 1996. Specjalizował się w pchnięciu kulą. Brat Michalisa.

## Występ na Igrzyskach Olimpijskich
Ilias Luka startował tylko raz w igrzyskach olimpijskich – w Atlancie w 1996. W Stanach Zjednoczonych zajął 24. miejsce w kwalifikacjach i nie awansował do finału.

### Wyniki
| 1996 Atlanta | – | 24. miejsce (w kwal.) (pchnięcie kulą mężczyzn) |

### Starty na igrzyskach olimpijskich – szczegółowo
| Miejsce       | Rok  | Miejscowość | Stadion                    | Faza                 | Grupa   | Rzuty           | Najlepszy rzut | Zwycięzca    |
| ------------- | ---- | ----------- | -------------------------- | -------------------- | ------- | --------------- | -------------- | ------------ |
| 24. (w kwal.) | 1996 | Atlanta     | Centennial Olympic Stadium | Runda kwalifikacyjna | Grupa A | 18,48; 17,98; X | 18,48          | Randy Barnes |

## Rekordy życiowe
- pchnięcie kulą – 19,54 (1996)